# Mesothen aurata
Mesothen aurata är en fjärilsart som beskrevs av Paul Dognin. Mesothen aurata ingår i släktet Mesothen och familjen björnspinnare. Inga underarter finns listade i Catalogue of Life.